# Banjar Sari (Enggano)
Banjar Sari is een bestuurslaag in het regentschap Bengkulu Utara van de provincie Bengkulu, Indonesië. Banjar Sari telt 803 inwoners (volkstelling 2010).